# Sawndip

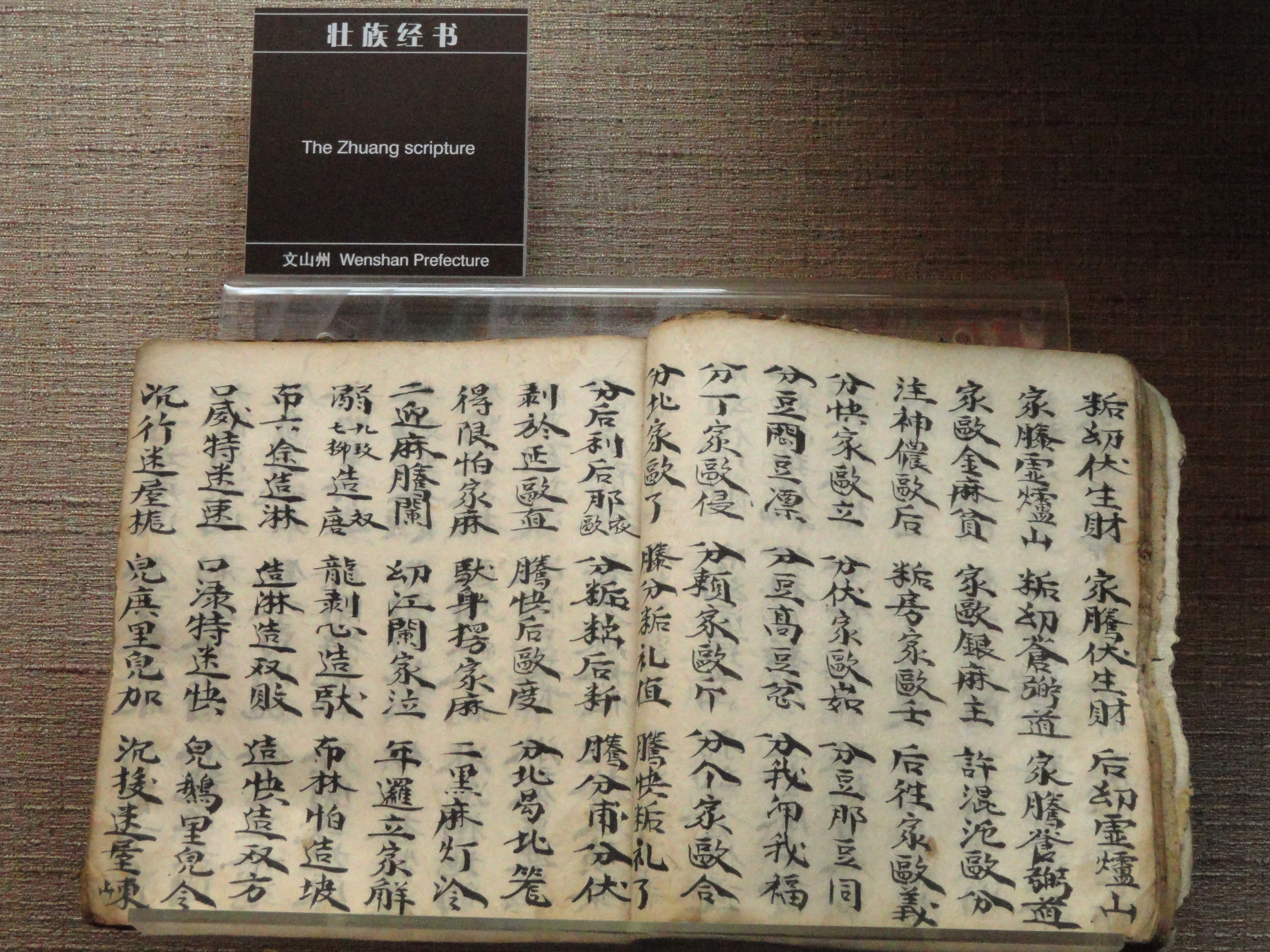
Manuscrit en sawndip au musée des nationalités du Yunnan

Le Sawndip est une écriture basée sur les caractères han, utilisée autrefois en Chine pour écrire la langue zhuang, le buyei, et quelques autres langues de la famille des langues taï-kadaï, parlées dans une grande partie de la moitié Sud de la Chine. Ces langues y sont aujourd'hui officiellement écrites en caractères latins.